# もしもし (アルバム)
『もしもし』は、くるりのデモ音源CD（インディーズ1stオリジナルアルバム）である。

## 概要
シュガーフィールズをプロデューサーに迎え制作された。同バンドのメンバー、原朋信の家においてデモ録音は行なわれた。
このアルバムには、メジャーデビュー後にシングルとして発売された「東京」や「虹」などといった楽曲も収録されている。ただ、収録されているテイクはメジャーシングルおよびメジャー1stアルバム『さよならストレンジャー』に収録されたそれとはアレンジが異なる。
このCDは1000枚限定発売であり、現在では入手困難となっている。そのため、インターネットオークションなどにおいては、かなりの高値で取引されている（定価は税込1500円）。
帯は付いているがアルバムジャケット、歌詞カードは入っていない。

## 収録曲
| 全作詞・作曲・編曲: くるり。 |                                             |        |            |
| #                            | タイトル                                    | 作詞   | 作曲・編曲 |
| 1.                           | 「東京」(編曲: くるり & シュガーフィールズ) | くるり | くるり     |
| 2.                           | 「虹」                                      | くるり | くるり     |
| 3.                           | 「夜行列車と烏瓜」                          | くるり | くるり     |
| 4.                           | 「恋するクラゲ」                            | くるり | くるり     |
| 5.                           | 「スプラッシュ」                            | くるり | くるり     |
| 6.                           | 「蒼い涙」                                  | くるり | くるり     |

### 曲解説
1. 東京
のちの1stシングル。テンポはやや速く、全編に渡ってスライドギターが激しい。歌詞が少し違う（君が素敵だった事→君が素敵だという事）、一番のサビの前に間奏がある。また少しコーラスが間違っている所がある。
2. 虹
のちの2ndシングル。テンポはやや速く、エレキギターによるソロはない。歌詞もやや異なっており、一番の後半で「里に下りました　足のもげたくまねずみ　米をくださいと　言えど言葉通じない」と歌っている。岸田繁曰く、元々この歌詞がオリジナルだったのがシングル化にあたって変えられたという。
3. 夜行列車と烏瓜
ブルースロック調の楽曲。サビに三声コーラスが入る。ライブアルバム『Philharmonic or die』に収録されている。
4. 恋するクラゲ
チューニングがややずれている。
5. スプラッシュ
多重録音や音声加工による実験的なインストゥルメンタル。
6. 蒼い涙
アコギ主体の穏やかなフォークバラード。